# NGC 1877
NGC 1877 is een open sterrenhoop in het sterrenbeeld Goudvis. Het hemelobject werd op 17 januari 1838 ontdekt door de Britse astronoom John Herschel.